# IPPOLIT
IPPOLIT è un motore scacchistico UCI open source per Linux e Windows, sviluppato da un gruppo di programmatori anonimi noti come "i compagni" (comrades). Diverse versioni del motore sono note sotto differenti nomi: IPPOLIT (2 maggio 2009) è la prima versione, seguita da RobboLito (settembre 2009), che aggiunge il supporto alle tablebase, Igorrit (gennaio 2010), che aggiunge il supporto multicore, IvanHoe (gennaio 2010), l'ultima versione. Supporta la ricerca ad albero Monte Carlo e gli scacchi960. IvanHoe usa un numero di versione decrescente, e l'ultima versione include il codice sorgente di una GUI implementata in Java, chiamata ComradesGUI.
Vasik Rajlich ha affermato che IPPOLIT è un clone non autorizzato di Rybka ottenuto tramite decompilazione, motivo per il quale il motore è stato inizialmente bandito da molti forum e siti di scacchi, ed è tuttora escluso da alcune graduatorie di motori scacchistici.